# Liste des épisodes de Power Rangers : Super Megaforce
 (décembre 2013).
Si vous disposez d'ouvrages ou d'articles de référence ou si vous connaissez des sites web de qualité traitant du thème abordé ici, merci de compléter l'article en donnant les références utiles à sa vérifiabilité et en les liant à la section « Notes et références ».
Cet article présente le guide des épisodes de la vingt-et-unième saison de la série télévisée américaine Power Rangers, Power Rangers : Super Megaforce (2014).

## Épisodes

### Épisode 01:Super Mégaforce
- N° de production : 768
- Titre original : Super Megaforce
- Dates de diffusion  :
  -  15 février 2014
  -  4 juin 2014
- Résumé :Alors que l'Armada extraterrestre commence son invasion, Troy qui est parti à la recherche du Robot Chevalier, retourne auprès de Gosei quand il n'arrive pas au bout de sa tâche. C'est alors qu'avec les autres Power Rangers Mégaforce, il apprend de son mentor qu'il peut faire évoluer les pouvoirs de son équipe pour devenir des Power Rangers Super Mégaforce. Aussi, celle-ci aura l'exclusivité de louer les combinaisons et les arsenaux des rangers qui l'ont précédée.

### Épisode 02:Tous unis
- N° de production : 769
- Titre original : Earth Fights Back
- Dates de diffusion  : 
  -  22 février 2014
  -  4 juin 2014 ?
- Résumé : Pendant que le café d'Ernie est en reconstruction, un monstre rôde et menace les lieux.

### Épisode 03:Le duel du Ranger bleu
- Titre original : Blue Saber Saga
- N° de production : 770
- Dates de diffusion  :
  -  1er mars 2014
- Résumé : Noah veut prouver sa valeur quand un monstre le provoque en duel.

### Épisode 04:Le lion rouge
- N° de production : 771
- Titre original : A Lion's Alliance
- Dates de diffusion  :
  -  8 mars 2014
- Résumé :

### Épisode 05:Une surprise de samouraï
- N° de production : 772
- Titre original : Samurai Surprise
  -  15 mars 2014
- Résumé :

### Épisode 06:L'esprit du tigre
- N° de production : 773
- Titre original : Spirit of the Tiger
  -  22 mars 2014
- Résumé :

### Épisode 07:Doublure argentée
- N° de production : 774
- Titre original : Silver Lining, Part 1
  -  5 avril 2014
- Résumé :

### Épisode 08:Le sixième Ranger
- N° de production : 775
- Titre original : Silver Lining, Part 2
  -  12 avril 2014
- Résumé :

### Épisode 09:Le pouvoir des six
- N° de production : 776
- Titre original : Power of Six
  -  30 août 2014
- Résumé :

### Épisode 10:L'orage magnétique
- N° de production : 777
- Titre original : The Perfect Storm
  -  6 septembre 2014
- Résumé :

### Épisode 11:Il y a de l'amour dans l'air
- N° de production : 778
- Titre original : Love is in the Air
  -  13 septembre 2014
- Résumé :

### Épisode 12:L'union fait la force
- N° de production : 779
- Titre original : United as One
  -  27 septembre 2014
- Résumé :

### Épisode 13:Qui est qui?
- N° de production : 780
- Titre original : The Grass is Always Greener or Bluer
  -  4 octobre 2014
- Résumé :

### Épisode 14:Le piège du professeur Cog
- N° de production : 781
- Titre original : In the Driver's Seat
  -  11 octobre 2014
- Résumé : Un appel de détresse venant du dôme de Corinth qui s'est avéré être un piège du professeur Cog pour s'échapper, permet aux rangers de faire la connaissance d'un curieux zord auto-conscient, Turbo Faucon.

### Épisode 15:Gloire au prince Vekar
- N° de production : 782
- Titre original : All Hail Prince Vekar
  -  18 octobre 2014
- Résumé : Quand son père lui offre son propre Mégazord, le prince Vekar décide de l'utiliser pour prouver sa valeur envers l'empereur de l'Armada qui, le traitant sans cesse d'incapable, est même allé jusqu'à donner sa garde à Damaras juste avant l'invasion sur Terre. La première approche contre ses adversaires a certainement tourné à son avantage, mais à force de s'entêter à vouloir éliminer les Power Rangers Super Mégaforce du fait que son plus fidèle collaborateur, Argus, ait été détruit par Noah, c'est lui qui meurt dans l'explosion de son engin géant.

### Épisode 16:Le grand retour première partie
- N° de production : 783
- Titre original : Vrak Is Back, Part 1
  -  25 octobre 2014
- Résumé : Vrak, second fils de l'empereur de l'Armada, revient. Il se trouve qu'il a plusieurs atouts dans sa manche, à savoir la capture subite d'Orion d'où il absorbe tous ses pouvoirs, la reprogrammation du Robot Chevalier et l'installation de trois vrilles géantes visant à perforer le noyau de la Terre. Pour contrecarrer les plans de leur ennemi juré, Noah, Gia, Jake et Emma doivent seulement compter sur leurs pouvoirs originaux (ceux des rangers Mégaforce), tandis que Troy va raisonner Robot Chevalier devenu maléfique.

### Épisode 17:Le grand retour deuxième partie
- N° de production : 784
- Titre original : Vrak Is Back, Part 2
  -  1er novembre 2014
- Résumé : Après avoir effectivement et difficilement raisonner le Robot Chevalier, Troy va prêter main-forte à ses amis qui se font terrasser par Vrak et deux de ses sbires s'étant au passage changé en vrilles dès le moment qu'ils viennent à être détruits. À leur repère secret, les Power Rangers Mégaforce cherchent un moyen pour battre leur ennemi, mais ils ne tardent pas à s'apercevoir que la clé du Robot Chevalier a cessé de s'illuminer comme s'il lui était arrivé quelque chose. On apprend donc par là que l'allié des rangers s'est sacrifié pour rendre la liberté à Orion. Cela donne donc du courage aux héros pour battre Vrak ayant presque failli atteindre sa toute-puissance au cours d'une éclipse solaire.

### Épisode 18:L'Empereur Mavro
- N° de production : 785
- Titre original : Emperor Mavro
  -  8 novembre 2014
- Résumé : L'empereur Mavro de l'Armada qui a entendu parler de la défaite de ses fils, arrive sur Terre et blâme Damaras pour n'avoir pas su protéger son fils aîné. Après avoir été enfermé dans une cage où il a pu facilement la détruire, l'accusé obtient ensuite le bénéfice du doute grâce à Lévira, la scientifique mystérieuse, et se doit d'éliminer les Power Rangers Super Mégaforce pour se racheter. D'autant malicieux qu'il soit, il parvient à capturer Troy et à attirer les autres rangées jusqu'à lui, sans pourtant vaincre le duo formé du ranger Super Mégaforce rouge et du ranger Super Mégaforce vert.

### Épisode 19:Le retour de l'Armada
- N° de production : 786
- Titre original : The Wrath
  -  15 novembre 2014
- Résumé : Alors que l'empereur blâme cette fois-ci Lévira de lui avoir fait de faux espoirs au sujet de la victoire de Damaras contre les Power Rangers Super Mégaforce, la scientifique de l'Armada décide de prouver sa valeur en affrontant ceux-ci avec son propre Mégazord lui ressemblant à quelques exceptions près. Cependant, elle finit par échouer comme tous les autres même si par charité, Mavro lui a apporté le soutien de deux de ses gardes royaux. Dès lors, le ciel se couvre d'une nouvelle flotte invasive de l'Armada, et il est révélé que l'empereur a utilisé Lévira pour gagner du temps afin de permettre à tous ses escadrons de se réunir. La véritable invasion commence donc, bien que l'intervention des Power Rangers n'a fait que retarder l'extinction des terriens et de la leur.

### Épisode 20:La bataille légendaire
- N° de production : 787
- Titre original : Legendary Battle
  -  22 novembre 2014
- Résumé : Troy et ses amis ne se considèrent plus comme des Power Rangers maintenant qu'ils ont perdu leurs zords et Mégazords de façon définitive. Mais quand Gosei les motive et qu'Orion revient après son départ pour sa planète d'origine au début de l'épisode précédent, ils se ressaisissent. Et quand le jour se lève conformément à ce qui avait été prévu pour l'empereur Mavro, celui-ci envoie son plus fidèle collaborateur extraterrestre sonder les terriens sur leur décision de se laisser asservir ou de voir la planète mourir sous leurs yeux. L'apparition des Power Rangers Super Mégaforce qu'on croyait mort tout dernièrement, donne de la motivation à toute l'humanité.  En fin de compte, le collaborateur extraterrestre est tué par Noah, Gia, Emma et Jake tandis que Troy et Orion, s'étant infiltrés dans le vaisseau-mère de l'Armada, éliminent difficilement l'empereur Mavro par une double attaque combinée (coup de sabre du ranger Super Mégaforce rouge + tir blaster du tridon du ranger Super Mégaforce argenté) ainsi que  tous les vaisseaux spatiaux comme le vaisseau-mère lui-même. Sur une final plutôt triomphante entre cette fois-ci les Power Rangers Mégaforce, aidés des rangers légendaires (y compris Robot Chevalier) dont la plupart d'entre eux sont déjà vus en train d'aider la population, contre un million de X-borgs (selon Noah), tout le monde rentre chez soi, Troy préférant planter son sabre sur le champ de bataille et marquer ainsi le lieu de la Bataille Légendaire.

Épisode 21 : "Tout le monde attend Halloween" 
Titre original : "Everyone is waiting for Halloween"
Date de sortie aux États-Unis : 8 décembre 2014
Date de sortie en France : 22 décembre 2014
Résumé : Les rangers tentent de sauvé Halloween en combattant d'anciens monstres.
Épisode 22 : Noël à plein temps 
Titre original : Full time Christmas
Date de sortie aux États-Unis : 3 Janvier 2015
Date de sortie en France : 14 Janvier 2015 
Résumé NON DISPONIBLE